# マルスッピーニの聖母戴冠
『マルスッピーニの聖母戴冠』（マルスッピーニのせいぼたいかん、伊: Incoronazione Marsuppini）は、1444年以降に制作されたイタリアのルネサンス期の画家フィリッポ・リッピによる絵画である。ローマのヴァチカン美術館の一部である絵画館に所蔵されている。
板絵は、フラ・アンジェリコに似た地味で古風な様式であり、3つの部分に分けられている。中央部分は聖母マリアの戴冠の場面で、階段のある壇があり、貝殻の形をした壁龕に枠取られている。両側面には、3人の楽器を奏でる天使と2人の聖人が前景に立っている左右対称の構図によるパネルがある。後者は修道院の会派に関係しており、ひざまずいている2人の寄進者、グレゴリオ・マルスッピーニと息子カルロを表している。
楽器を奏でる天使たちは、助手たちによって（少なくとも部分的に）制作された。

## 歴史
板絵は、アレッツォにあるサン・ベルナルド教会の同名の礼拝堂のために、フィレンツェ共和国の首相、カルロ・マルスッピーニにより委嘱された。カルロの父グレゴリオは 1444年に亡くなったので、作品の制作年は1444年か、それ以降の遅くて1460年ごろであると考えられる。
教会の所有となっていた修道院が閉鎖された1785年まで、作品はアレッツォに残っていた。その後、作品は3つの部分に分解されて個人に売却され、後にローマ法王グレゴリウス16世によって購入された。以降、絵画はバチカン美術館に収蔵されている。

## 参考資料
- フィリッピ・リッピ絵画修復サイトのページ(イタリア語)